# سرود رولان

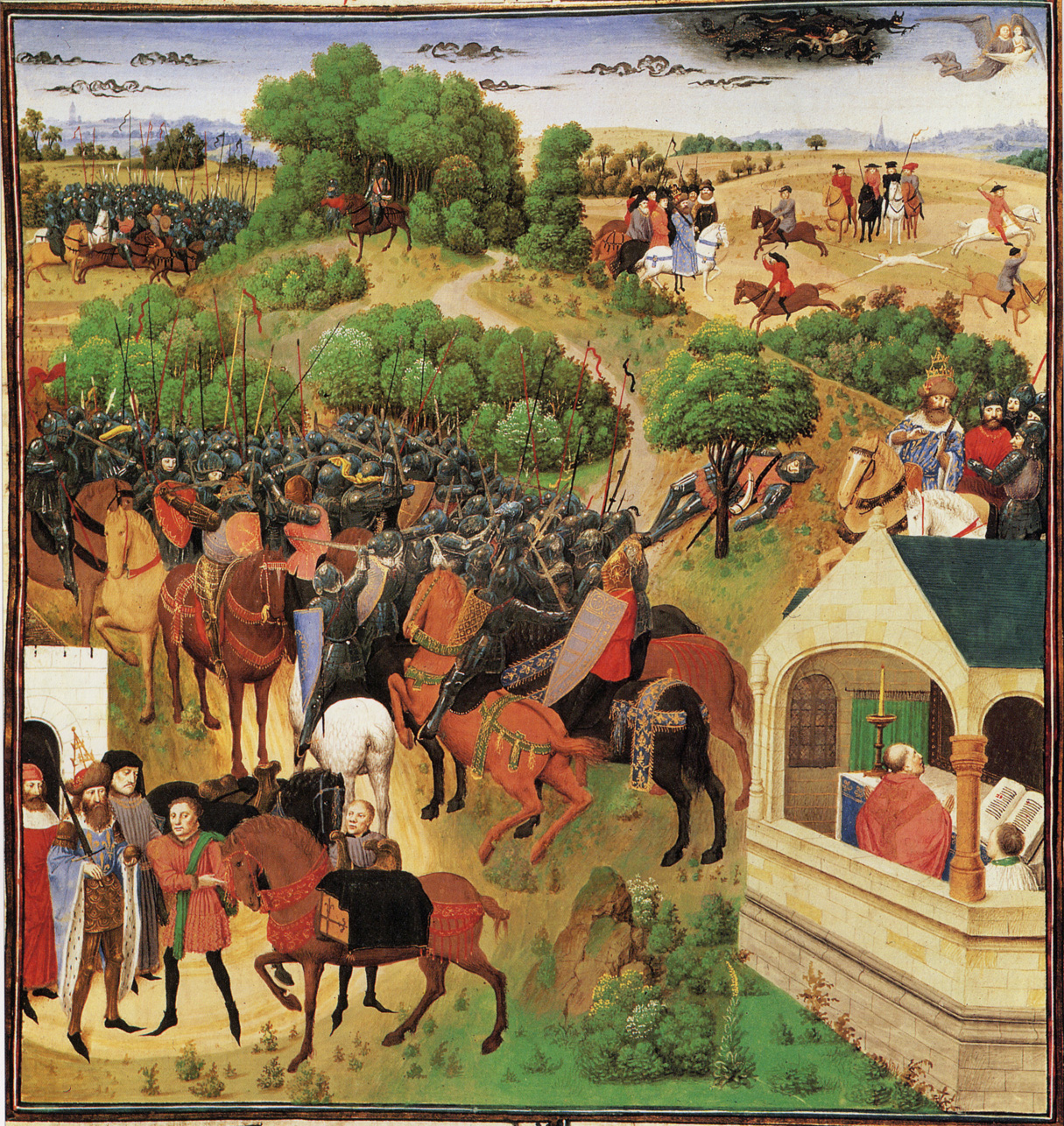
هشت بخش از سرود رولان در یک نگاره.

سرود رولان (به فرانسوی: La Chanson de Roland) یکی از نخستین آثار اصلی ادبیات فرانسه است که عده‌ای به خاطر خط نخست متن که می‌گوید Ci falt la geste que Turoldus declinet معتقدند شخصی به نام تورولد نویسندهٔ آن بوده‌است.
از این اثر نه نسخه در دست است که نشانگر محبوبیت این سرود در سده‌های دوازدهم تا چهاردهم میلادی است. قدیمی‌ترین دست‌نویس به‌جا مانده دست‌نویس آکسفورد است که مربوط به سدهٔ دوازدهم است و متن آن ۴٬۰۰۴ خط دارد. نویسندهٔ این متن ناشناخته است ولی متن آن در سال ۱۸۴۳ به دست شخصی به نام راهب دلارو پیدا شده‌است که مورخین معتقدند اصلی است. این متن چهار هزار سطر دارد در حالی که قدیمی‌ترین نسخه‌ای که از این متن در دست دست داریم نه هزار سطر است. بندهای این شعر چنان‌که در ژانر حماسی» معمول است لس (laisse) نام دارد و آخر هر لس به جای قافیه جناس مصوت یا همآوایی (assonance) دارد. همآوایی یعنی واکهٔ ادا شدهٔ هجای آخر یکی باشد. مثالی که می‌تواند فرق آن با قافیه را نشان بدهد دو واژهٔ «میز» و «پیر» است که هم قایفه نیستند ولی همآوایی دارند. بعدها تروبادورها این متن را به صورت آواز درآوردند.
این شعر حماسی نخستین و برجسته‌ترین نمونه اثر در سبک پهلوان‌نامه فرانسوی (به فرانسوی: chanson de geste از gesta در لاتین به معنای حرکات ماجراجویانه) است و در کنار حماسه ال سید از نخستین نمونه‌های حماسی قرون وسطی به‌شمار می‌آید. داستانی که در این اثر آمده‌است داستان نبرد تنگه رونسوو است که در ۱۵ اوت ۷۷۸ رخ داد و طی آن پس‌قراولان فرانکی شاه شارلمانی که مجموعه‌ای غنی از غرامت‌ها را حمل می‌کردند، مورد حمله دشمن قرار گرفتند. رولان یک شوالیه و مارکی منطقهٔ مارش دُ برتانی بود که بین برتانی، نوستری و آکیتن واقع است و در راس شوالیه‌های هم پیمانش برای پس گرفتن پامپلون در برابر ارتش وسکون متشکل از نظامیان منطقهٔ اسپانیای کنونی می‌ایستد.

## بنیان تاریخی
بر اساس کتاب سال کارولنژی‌ها (یا ویتا کارولی به معنی زندگی‌نامهٔ شارلمانی) نوشتهٔ اگینهارد تاریخ‌نویس سلیمان ابن العربی پس قراول شالمانی بعد از نبردی در اسپانیا به دعوت هم پیمانش شهردار بارسلون تصمیم می‌گیرد به رهبری رولان در یکی از تنگه‌های پیرنه (که بعدها نام رنسوو بر آن گذاشتند و در نسخه‌های اولیه نیست) در برابر حملهٔ غافلگیر کنندهٔ وسکون‌ها بایستد و ظاهراً تا آخرین نفر کشته می‌شوند. تاریخ نویسان اتفاق نظر دارند که شوالیه‌های شارلمانی در این نبرد برابر وسکون‌ها ایستادند و برخلاف آنچه در مطالعات ادبی معروف شده‌است به هیچ عنوان سخن از درگیری با سپاه اعراب مسلمان نیست.
با این‌که این سرود را گاه گونه‌ای رمان نامیده‌اند ولی نمی‌توان در مورد آن در معنی جدید رمان صحبت کرد. سرود رولان بخشی است از یک رشته داستان دربارهٔ شارلمانی، شاه فرانک‌ها. از حدوداً هفتاد داستان فرانکی امروزه در حدود دوازده داستان در دست است.
کارهای پهلوانی که در این داستان‌ها به شارلمانی نسبت داده شده به اندازه‌ای است که هیچ شخصی نمی‌تواند به تنهایی این کارها را انجام داده‌باشد. شالودهٔ سرود رولان و داستان‌های مشابه ادبیات عامیانه توده مردم است که دربارهٔ شارلمانی و دودمان کارولنژی‌ها رواج داشت؛ لذا این اثر یکی از بهترین نمونه‌های تبدیل تاریخ به افسانه است که با هدف پاسداشت اخلاق شوالیه گری و ارزش‌های دوران زمین‌داری و ایمان کلیسایی صورت می‌گیرد.

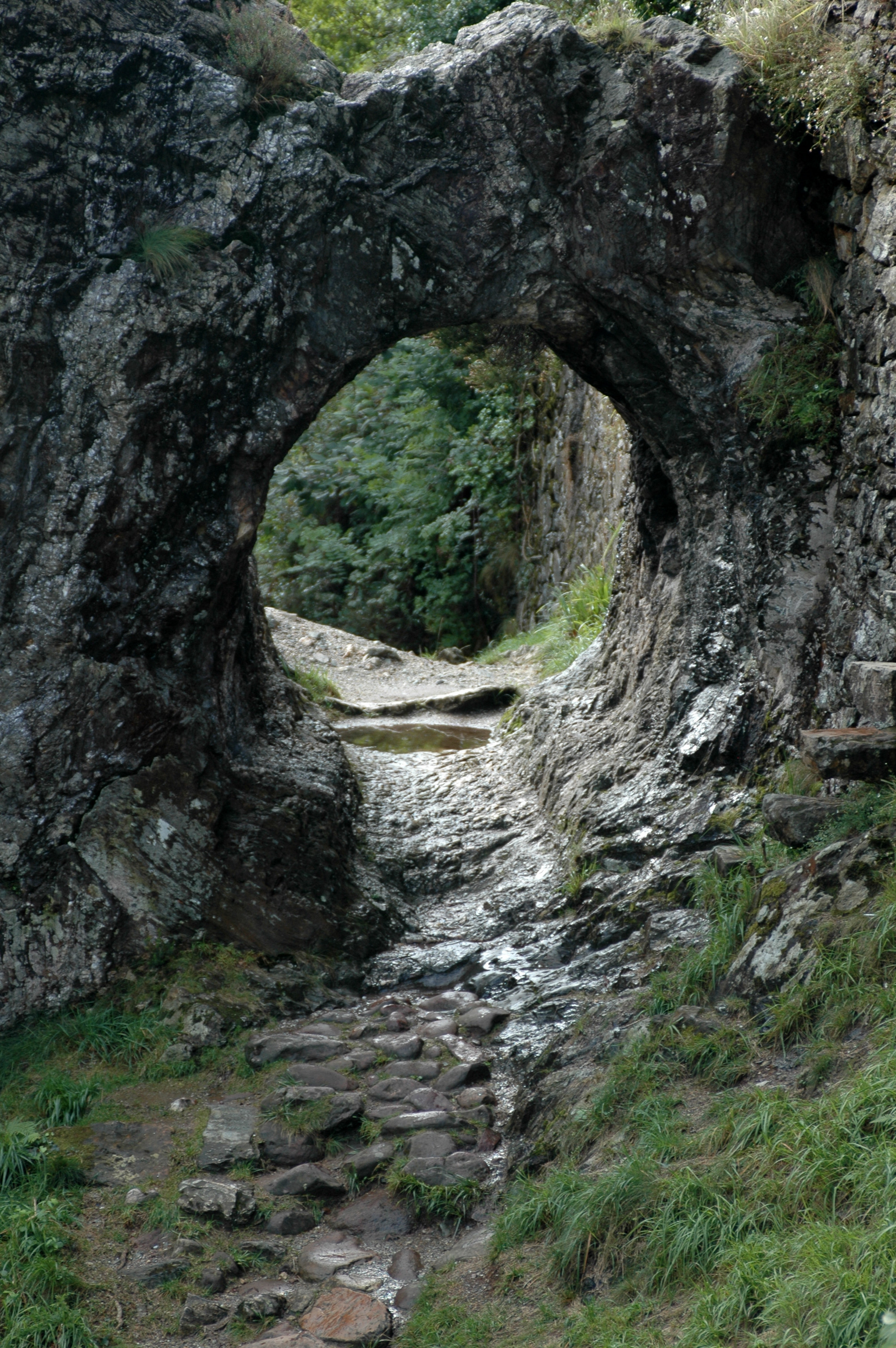
پای رولان، در ایتخاسو در کنار رود نیو

بعید نیست که در دوران فتح اروپا و درگیری مسیحیان اروپا با مردم شرق مدیترانه این متن را برای تهییج احساس ملی جنگجویان بازنویسی کرده باشند که این باعت می‌شود داستان جنگ سرزمینی رنسوو به یک جنگ دینی تبدیل شده باشد.
. ژوزف بدیه (۱۸۶۴–۱۹۳۴) معتقد است بخش‌های چشمگیری از این کتاب در مسیر سن ژاک دکوموپستل نوشته شده‌است که از رنسوو می‌گذرد و تروبادورها در این مسیر در اتراق گاه‌ها این اشعار را برای مردم می‌خوانده‌اند. همین فرضیه در کودکس کالیکستینوس (codex Calixtinus) یا لیبر سانکتی یاکوبی (کتاب مقدس یعقوب) (کتاب ششم تاریخ شارلمان و رولان Historia Karoli Magni et Rotholandi) نیز ذکر شده‌است. این شعر شباهت‌های چشمگیری با ترانهٔ رنسوو دارد که بخش مهمی از ترانهٔ ال سید است.

## کشف متن
آنری مونن در سال ۱۸۳۲ شعری به این نام را در کتابخانهٔ دربار پیدا می‌کند، فرانسیسک میشل در سال ۱۸۳۷ متن را بر اساس نسخهٔ دیگری در آکسفورد انگلیس ویرایش می‌کند و بعد نسخه‌هایی دیگر در ونیز، ورسای، لیون و کمبریج پیدا می‌شود. از این میان نسخه‌ای که در آکسفورد است ظاهراً اعتبار بیشتری دارد و دست‌نویس کاتبی آنگلو نرمن است که در حدود سال ۱۱۷۰ نوشته شده‌است.
این شعر حماسی را می‌توان به چهار بخش تقسیم کرد:
- ۱. خیانت گانلون

گانلون برادر همسر شارلمانی و پدر همسر رولان است و از این که شارلمانی رولان را به وی ترجیح می‌دهد حسادت می‌کند. به همین دلیل با مارسیل شاه کافران برای کشتن رولان تبانی می‌کند. این بخش از بند ۱ تا ۷۹ رادربرمی گیرد.
- ۲. جنگ رنسوو

رولان و دوستش اولیویه به همراه تعداد زیادی از کافران و فرانک‌ها همه در جنگ می‌میرند. این بخش‌بندهای ۸۰ تا ۱۷۶ را دربرمی گیرد.
- ۳. انتقام شارلمانی از کافران

رولان با بوق عاج شارلمانی را خبر می‌کند ولی وقتی ارتش شارلمانی می‌رسد او دیگر مرده‌است. شارملانی با تأیید الاهی به کافران پاتک زده و آن‌ها را نابود می‌کند. این بخش‌بندهای ۱۷۷ تا ۲۶۶ را دربرمی گیرد.
- ۴. قضاوت گانلون

پس از پایان جنگ شارلمانی گانلون را به مرگ محکوم می‌کند به ترتیبی که چهار دست و پایش را از چهار سو بکِشند و بکَنند.

## دانستنی‌ها
از نام‌های شخصیت‌ها در سرود رولان برای نام‌گذاری عوارض جغرافیایی بر سطح یاپتوس، از قمرهای سیاره کیوان (زحل)، استفاده شده‌است. در کاتالان مکان‌های بسیاری به نام رولان نام گذاری شده‌است نظیر Rotllà, Rutlan و غیره. در ایتخاسو در بخش باسک و نیر در قسمت شمالی فرانسه دو منطقه هست که سوراخ عظیمی در دل طبیعت هست و می‌گویند این‌جای سم اسب رولان است که در زمان فرار از دست واسکون‌ها روی کوه تا امروز باقی مانده است.